# Szafavidák
A Szafavidák a perzsa sahok kurd származású dinasztiája (1501–1722/36), de uralmuk alatt türkmén, grúz cserkesz, és pontusi görög méltóságokkal házasodtak, ennek ellenére török nyelvűek és türkizáltak voltak.   Birodalmuk fővárosa Tebriz, Kazvin, végül Iszfahán volt.
1300 körül a kelet-azerbajdzsáni Ardabílban, Szafi ad-Dín sejk (1252–1334) szúfi rendet hozott létre, amely a térségben rövid időn belül jelentős vallási, politikai és katonai befolyásra tett szert. A kezdetben szunnita iszlám felekezet a 15. században átvette a síita tanokat, amelyeket Dzsunajd sejk (1447–1460) és Hajdar sejk (1460–1488), hatalmuk megszilárdítása érdekében, katonai eszközökkel kiterjesztettek a környező perzsa területekre is. Merev politikai rendszert hoztak létre, amely Hajdar utóda, I. Iszmáíl perzsa sah idején az iráni hatalom megragadásában (1499–1501) teljesedett ki.
Iszmáil sah 1507-ben, Irak megszállása után, a tizenkettes síiát nemzeti vallássá kiáltotta ki. 1514-ben nyugaton megütközött a hódító Oszmán Birodalommal, keleten a területi határokat az horászáni üzbég kánságok veszélyeztették. A 16. században területe Kaukázustól a Mogul Birodalom uralta Indiáig, Afganisztánig, és az Oxusig (Amu-darja) terjedt, délnyugatra a Perzsa-öböl körzetét, és az oszmánokkal vitatott iraki térséget foglalta el. A Szafavidák iráni államalakulata a 17. és 18. században jelentős politikai stabilizáló tényezőként hatott a térségben. I. Tahmászp sah (1524–1576) és utóda I. (Nagy) Abbász sah (1587–1629) katonailag és gazdaságilag is megszilárdították a Szafavidák hatalmi pozícióit, jelentős kulturális befolyást gyakoroltak a környező iszlám világra.
A 18. század első harmadában gyenge kezű uralkodók gyakorolták a hatalmat, befolyásuk egyre csökkent, gazdasági krízishelyzet állt elő, míg a birodalom bukását a szunnita afgánok benyomulása pecsételte meg. Néhány évig még szafavida báburalkodók kerültek a trónra, de 1773 után helyüket az Afsáridák, Zandok, végül a Kádzsárok vették át.

## A Szafavidák története

### Előzmények
Az iszlám misztika, a szúfizmus 13–14. századi felvirágzása nem csak vallási, hanem politikai, hatalmi harcok gyújtópontja is lett. Az Iránt sújtó mongol–timurida inváziók megsemmisítették a több mint fél évezredes, muszlim hagyományokból táplálkozó és az ulamával együttműködő politikai irányítást, és a vallás a népi misztika megújításában találta meg a megújulás lehetőségét.
Szafi szúfi sejk (1252–1334) a 14. század elején megalapította a szafavíja szúfi rendet az azerbajdzsáni Ardabílban. A rend körül erőteljes tömegmozgalom bontakozott ki, amely a társadalom átalakítását tartotta fő feladatának. Bár kezdetben Szafi és utódai szunnita elveket vallottak, fokozatosan átvették a tizenkettes sía szellemiségét és misztikus tanait, és fokozatosan harcos, fegyveres mozgalmat hoztak létre.
Dzsunajd sejk (1447–1460) szigorú katonai irányítást vezetett be a dervisrenden belül, amelyet ötvözött a rendhez kapcsolódó vallási elvekkel. Fia, Ajdán sejk (1460–1480) elit lovashadosztály (kizilbasok) szervezésébe fogott, és erre támaszkodva katonai államot szervezett Azerbajdzsánban.

### A hatalom alapjai
Iszmáíl (1501–1524) nevű fia már gyermekkorától karizmatikus vezetőként lépett fel. Gyújtó hangú, vallási fanatizmustól átitatott beszédeivel a fennálló politikai rendszerrel elégedetlen néptömegeket állította maga mellé. 1499–ben, 12 éves korában a Kaszpi–tenger melléki Irán tartományból Tabriz elfoglalására indult. Az akkoriban Nyugat-Iránt uraló akkojunlu (fehér-ürü) törzsszövetség ellen fordult, akik a fiatal imám és vakbuzgó követői elől megfutamodtak.
1501-től Tabrizban fővárost alapított, majd 1507-től a mai Irak területét vonta hatalma alá, ezt követően pedig a keleti Horászáni vidéken a sejbánida üzbégekkel vette fel a harcot. 1512-ben már az akkojunluk teljes területét birtokolta, melyhez fokozatosan csatolta Perzsia vegyes uralom alatt álló területeit. Elvakultan buzgó vallásosságában a szunniták véres üldözésébe fogott, ezzel párhuzamosan támogatta a síizmusra áttért lakosságot. Uralma alatt a politikai és vallási hatalom tökéletesen eggyé vált. Mint perzsa sah kemény gazdasági intézkedéseket vezetett be monarchiájának megszilárdítása érdekében, egyúttal mint a rend feje és mint megkérdőjelezhetetlen imám kinyilatkoztatásokat tett és vallásjogi döntéseket hozott. Amikor az eddig őt támogató kizilbasok nagyobb részt követeltek a hatalomból, Iszmáil már nem a valamikori türk elitre, hanem a helyi perzsa közigazgatás hivatalnokaira épített, és rájuk támaszkodva alakította ki a birodalom közigazgatását. Az eddig törzsi viszonylatokban gondolkodó turkomán hadsereg fokozatosan talajt vesztett. A kialakuló dervisbirodalom hatalmi törekvéseit nem nézték jó szemmel sem a keleti üzbég uralkodók, sem az akkor már erős birodalmat felépítő oszmánok sem. I. Szelim (1512–1520) lerohanta Nyugat-Perzsiát, és katonai fölényével 1514 augusztusában Csaldiran mellett megsemmisítette Iszmáil seregeit. A vereség egyik oka az volt, hogy a törököknek több lőfegyverük és ágyújuk volt, illetve a tűzfegyvereseket képesek voltak szabályosan működő ezredekbe tagolni. Az oszmánok ekkor kebelezték be Kelet-Anatóliát.
Iszmáil 1524-ben halt meg, fia, Tahmászp sah (1524–1576) fiatal kora miatt gyámságra szorult. Ebben az időszakban újultak ki azok a harcok, amelyeket az üzbégekkel Horászán tartományért vívtak, egyúttal az oszmánokkal keveredtek konfliktusba Azerbajdzsán birtoklásáért, akik 1533-ra egészen Tabrizig nyomultak előre. Tahmászp sah 1548-ban a fővárost Kazvinba helyezte, majd a csatározások miatt meggyengült birodalmát külső ellenségeinek tett engedményekkel próbálta stabilizálni. Azerbajdzsán visszakerült a szafavidák fennhatósága alá, de iraki területeiről le kellett mondania. 1554-ben megszállta Grúziát. A sah közigazgatási és katonai reformokkal elérte, hogy a szafavida kultúra egyedi, iráni jelleget öltsön. A perzsa könyvillusztrációk uralkodása alatt érték el művészi csúcspontjukat.
A sah halála után fiai, II. Iszmail sah (1576–1577) , majd Mohammed Hodábánde (1578–1587) kerültek hatalomra. Kiújultak a harcok az oszmánokkal, akik visszafoglalták Grúziát, és Irán más tartományai is önállósági törekvésekkel léptek fel. A kizilbas emírek is új erőre kaptak, és a birodalom egysége veszélybe került.

### I. (Nagy) Abbász és kora
1581-ben Meshed kormányzója az akkor tízéves Abbász herceget, Mohammed Hodábánde fiát uralkodónak kiáltotta ki, aki bár csak 1587-ben, apja halála után vehette át az ország irányítását I. Abbász sah (1587–1629) néven, egyénisége, eredményei miatt a birodalom legnagyobb alakjának tekinthető. Trónra kerülése után azonnal a hadsereg újraszervezésébe fogott, és a horászáni területek visszaszerzésére háborút kezdett az üzbégekkel, akiket 1598-ra kiűzött a tartományból. Azerbajdzsánt, Sirmánt, Örményországot, Grúziát, Kurdisztánt, és végül Irakot is birodalmához csatolta az oszmánokkal folytatott háborúiban. Hadseregét az oszmán janicsárok mintájára, főleg kaukázusi származású alattvalóiból alakította, fizetésüket nem földben, hanem az udvari kincstárból zsold formájában fizette, és ők mint hadiszolgák, gulámok meghatározták az iráni állam jellegét. Örmények és grúzok százezreit telepítette az országba, ezzel a türk és perzsa származású alattvalók közötti különbségeket etnikailag is csökkentette. A hivatali rangokat rátermettség alapján osztotta el. 1598-ban a fővárost Iszfahánba helyezte, és a muszlim világ legjobb mesterembereit hívta az új főváros szépítéséhez. A zsidó és keresztény kereskedőknek adókedvezményt és bizonyos mértékű autonómiát adott, egyúttal diplomáciai kapcsolatokat ápolt a Mogul Birodalommal, a krími tatárokkal, illetve a cári udvarral. Kereskedelmi útvonalakat nyitott a tengeri kereskedelem fellendítése érdekében a Perzsa-öböl mentén, így Kínával, Délkelet-Ázsiával is bővíthette kapcsolatait. Buzgó síitaként lépett fel vallási kérdésekben, hatalmas alapítványokat hozott létre a vallásoktatásban, erős, központosított uralkodása alatt az elmaradott, széttagolt, politikailag labilis országból katonailag és gazdaságilag is erős államot hozott létre.
Fiai nem örökölték apjuk karizmatikus egyéniségét és ebben közrejátszott Abbász hozzájuk fűződő viszonya is. Fiait karanténban tartotta, többet kivégeztetett, megvakíttatott, az életben maradottak szinte minden esetben gyenge, terhelt, befolyásolható személyiségek lettek.
I. Szafi sah (1629–1642), Abbász unokája, aki állandó fenyegetettségben nőtt fel, üldözési mániájának következtében nem csak saját családját, hanem szinte a teljes államigazgatást kiirtotta, léha és kicsapongó életmódot folytatott. 1634-től a birodalmat Mirza Táki nagyvezér igazgatta. Az oszmánok, kihasználva az 1629-es hatalomváltást és az ifjú uralkodó gyengeségét, visszafoglalták Örményországot, és az iraki területeket megtámadva hatalmukba kerítették Bagdadot (1638), amit az I. világháborúig meg is tartottak.

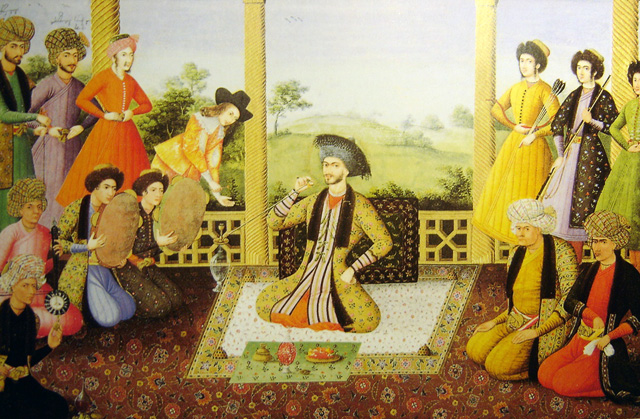
II. Szafi sah (Szulejmán) (1666–1694)

1639-ben Mirza Táki békét kötött az oszmánokkal. II. Abbász (1642–1666) apjánál erősebb uralkodóként lépett fel, és stabilizálni tudta a kincstári bevételeket. Diplomáciai kapcsolatokat épített számos európai országgal, illetve jó viszonyra törekedett a brit Kelet-indiai Társasággal is.
Hatalmának abszolutisztikus alapjait nem származása, hanem mint egyúttal a szafavíja rend feje, már isteni felhatalmazás alapján kezdte értelmezni. Élete vége felé elméje elborult, saját családja ellen fordult, és rokonai, gyermekei ellen vérengző hadjáratba fogott.
Fia I. Szulajmán (II. Szafi) (1666–1694) bár istenfélő, jámbor, művészetkedvelő uralkodónak indult, fennhéjázó, lusta despotává lett, aki súlyos kábítószerfüggése ellenére másodszor is sahhá koronáztatta magát (1668) Szulejmán sah néven, és a kormányzati teendőket egy eunuchokból álló testületre bízta. A gazdasági reformok elmaradásával az ország állapota romlott, és a szomszédos keleti területeket az üzbégek is fosztogatták.

### Hanyatlás
Az utolsó teljhatalmú szafavida uralkodó Szultán Huszajn sah (1694–1722) fanatikus vallásosként hagyta eluralkodni a síita papság befolyását. Az országban élő és nagyapja által még támogatott filozófusok, misztikusok üldözésébe kezdett; a zsidók , keresztények, sőt szunniták választhattak az áttérés, vagy a halál között. Az afganisztáni Kandahár tartomány szunnita lakosai 1648-ban fellázadtak ellene, és félévszázados függetlenségi háborúba kezdtek, amelyet meg is nyertek 1709-ben. 1719-ben Mahmúd vezérletével támadást indítottak a volt anyaország, Perzsia ellen, és 1722 áprilisában már Iszfahánt vették ostrom alá, amit 1723-ban elfoglaltak. Husszein átadta a hatalmat az afgán Mahmúdnak, aki sahhá nyilvánította magát. Husszeint 1726-ban végezték ki. A trónörökös, a későbbi II. Tahmászp (1722–1732) még 1722-ben el tudott menekülni Észak-Iránba, a síita törzsekhez, akik november 24-én kiáltották ki sahhá Kazvínban.

#### Afsaridák és Zandok
A főváros elfoglalásával úgy tűnt, hogy Perzsia egyre inkább az egymással viszálykodó afgán törzsek, és a szomszédos hatalmak betöréseinek áldozata lesz, amikor az afsár nevű turkomán törzsből származó kizilbas tábornok, Nádir II. Tahmászp nevében 1726-ban Iszfahánból, majd az egész országból kiűzte az afgánokat. II. Tahmászp féltékeny volt Nádir sikereire, ezért amíg Nádirt az afgánok kötötték le, önálló hadseregével már kezdetben is bizonytalan kimenetelű kalandorhadjáratot szervezett az Oszmán Birodalom ellen. Vereségét látva Nádir lemondatta, és II. Tahmászp fiát, III. Abbászt (1732–1736) ültette trónra. Nádir további sikereket aratott, visszaszerezte az azeri, illetve a kaukázusi területeket az oszmánoktól, és 1736-ban Nádir sah (1736–1747) néven megkoronáztatta magát, egyúttal III. Abbászt szigorú őrizetben tartotta 1740-ig, amikor Nádir fia, Rizá elővigyázatosságból meggyilkolta.
Nádir a fővárost Meshedbe tette át. 1738-ban az afgánok ellen bosszúhadjáratot szervezett, elfoglalta az országot és továbbvonult Delhi felé, ahol legyőzte a Mogul Birodalmat, és zsákmányul magával vitte Aurangzeb mogul uralkodó híres pávatrónját. Ez a trón vált később az iráni uralkodók egyik jelképévé. Indiából visszatérve a hívai és buharai kánságok leigázásába fogott.
Amikor 1747-ben felfedezte, hogy összeesküvést szőnek ellene, vérszomjas és kegyetlen tombolásba fogott, de még az évben meggyilkolták.
A birodalom összeomlott, Afganisztán és Azerbajdzsán függetlenné vált. Nádir unokája, a vak Sáhruh sah (1748–1796) a Nádir idejében hatalmas birodalomnak csak egy kis szegletében, egy horászáni afsár államban uralkodhatott, Meshed székhellyel.
Sirázban Karim Kán Zand (1750–1779) kurd hadvezér ragadta magához a hatalmat, és dinasztiát alapított (Zand-dinasztia). Ekkor tört meg a török hegemónia Iránban, és ezer év óta először helyi származású uralkodók gyakorolták a hatalmat. Karim Kán Zand nem koronáztatta meg magát, hanem a szafavida bábkirály régenseként (vakil) intézte a birodalom ügyeit. Halála után az általa teremtett békés időszakot utódainak marakodása tette zavarossá. A belső viszályokat kihasználva, 1794-ben egy turkomán nomád származású dinasztia, a Kádzsárok kerültek hatalomra.

## Kultúra

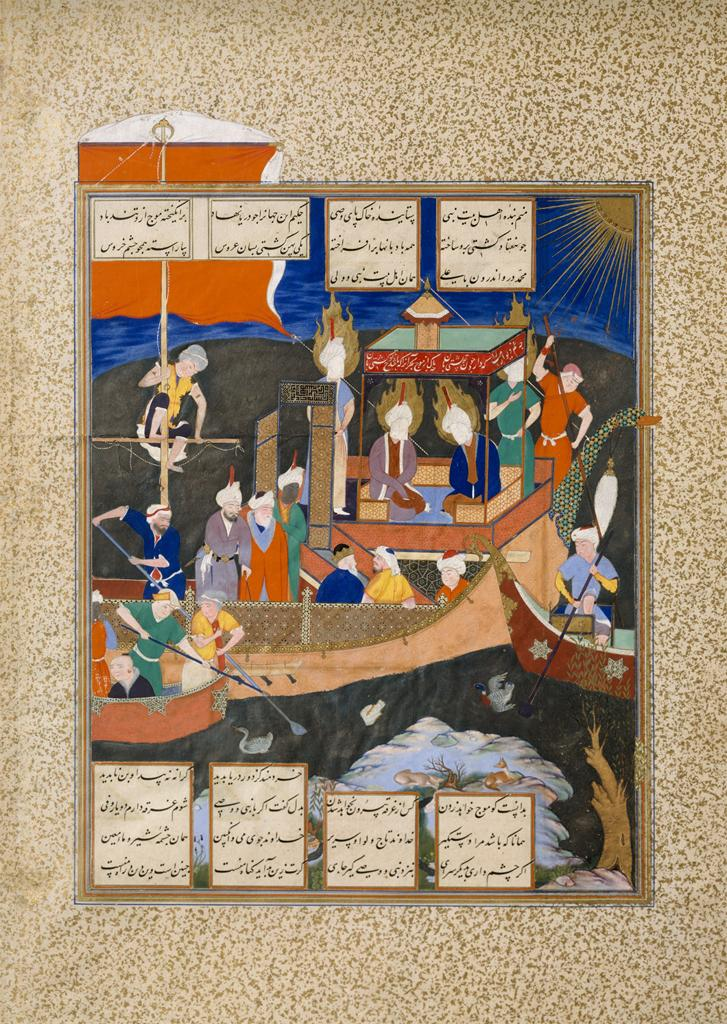
Firdauszí: Sáhnáme (Királyok könyve), illusztráció

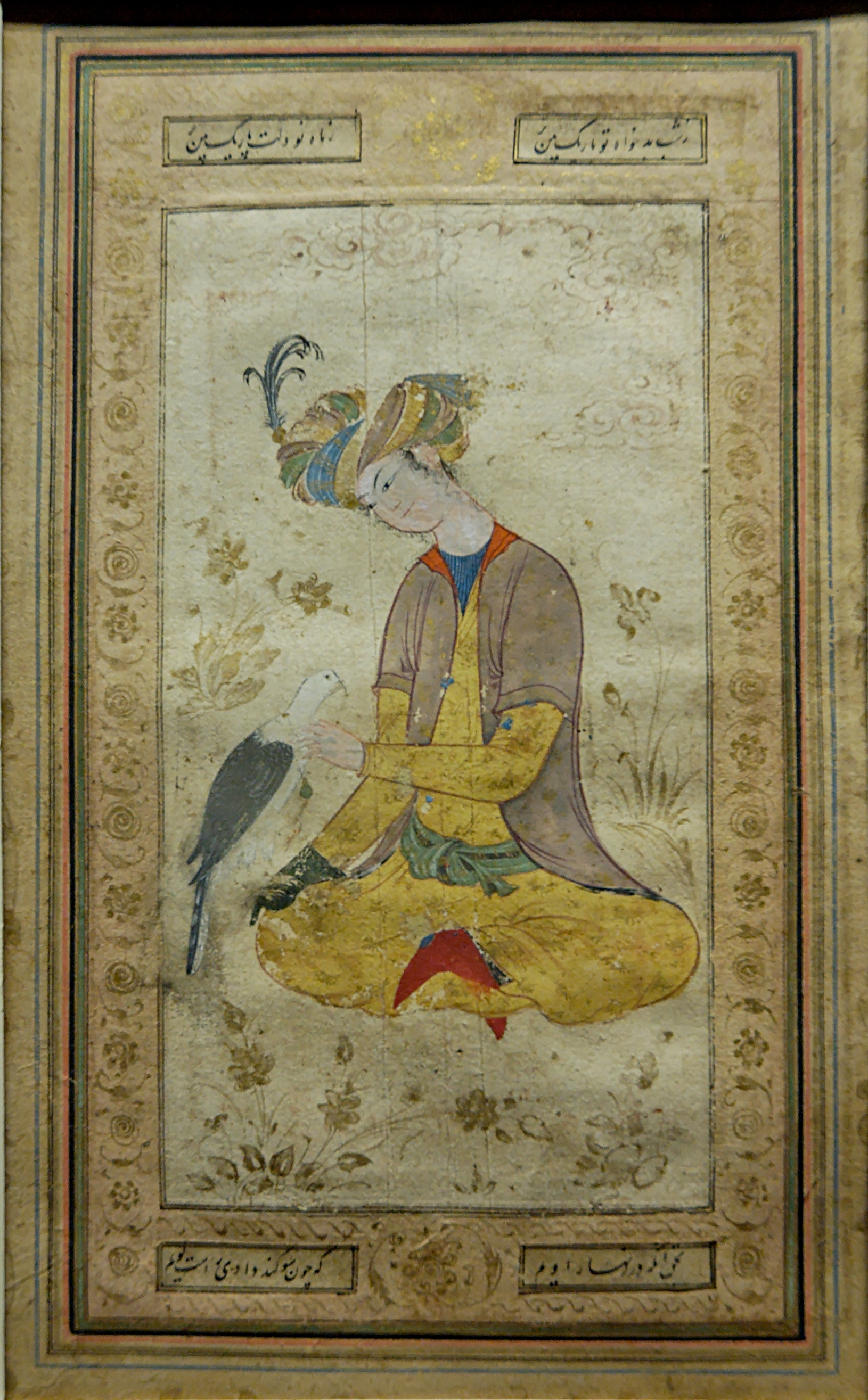
Solymász, 17. századi könyvillusztáció

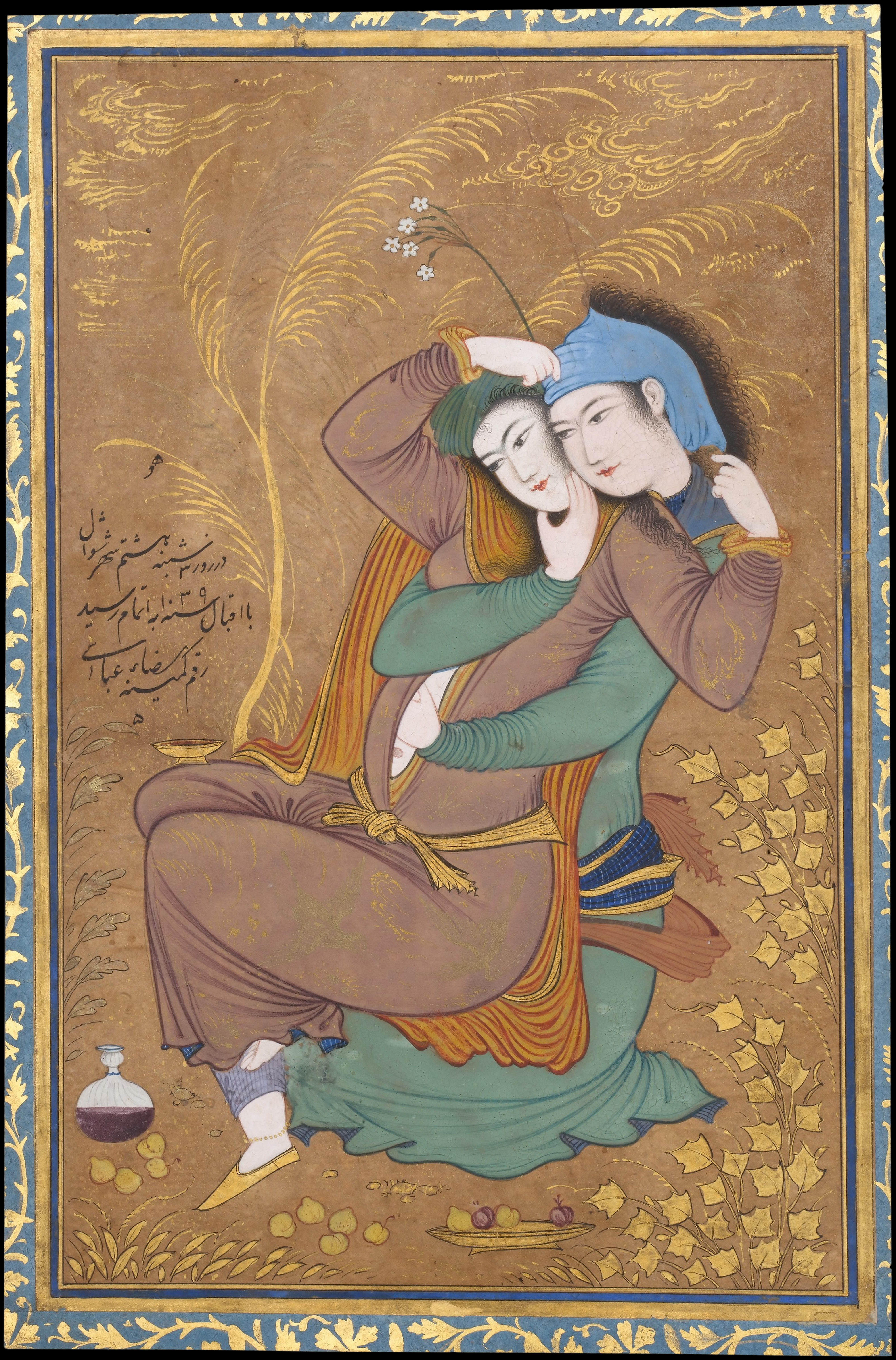
Szerelmespár. Riza Abbászi műve

Az iráni művészet virágkora a szafavida uralkodók művészetpártolásának köszönhető. Az uralkodók többsége maga is költő, művész volt (Tahmászp sah maga is tanult festészetet, Iszmáil sah költeményeket írt), kifinomult ízléssel támogatták a tehetségeket, messzi földről csábították koruk festőit, építészeit, tudósait. A hódításokkal a perzsa, török, arab kultúra különleges ötvözete alakult ki az iráni térségben, amely néhány főbb jellegzetességében eltér az iszlám művészet hagyományos felfogásától is.
A szafavidák művészetének legkiemelkedőbb alkotásai a miniatúrafestészetben mutatkoznak meg. Amikor az üzbég területeket meghódították, Iszmáil az udvarába vitte Behzádot, korának híres és elismert festőjét, hogy munkáival a tebrizi hagyományokat a heráti iskolával ötvözve egyedi stílust teremtsen. A miniatúrák rendkívül kifinomult stílusról árulkodnak, ezekkel illusztrálták az iráni irodalom legnagyobb hatású műveit, így Firdauszí Sáhnáméját, és Dzsámí Haft aurangját. Már Tahmászp sah festőiskolájában is, a festészettel kapcsolatos tudnivalók mellett a növendékeket egyfajta udvari életre készítették fel, megtanulták az etikettet, és a követendő finom viselkedést. A tanoncok elsajátították a könyvkészítés fortélyait: a papírkészítést, a kötést és a kalligrafikus írást. A könyvművészet különlegességei a papírvékonyra csiszolt fatáblák, amelyeken korán idézetek olvashatók. A festőiskolák csúcsán a királyi könyvtár állt, amelynek legfőbb ékessége a Sáhnáme volt, ez mintegy 250 művészi illusztrációt tartalmaz.
A Tahmászp sah korában készült miniatúráka még kelet-ázsiai befolyást mutatnak, sőt mogul stílusjegyek is megfigyelhetők rajtuk. Nagy Abbász sah idejében a történelmi tárgyú illusztrációkat már erősen idealizált emberalakos ábrázolásmód váltotta fel, amelyeken szerelmes ifjakat, ölelkező párokat jelenítettek meg. Egy 1573-ból készült könyvben, Muhammadí rajzain pásztorok és az egyszerű paraszti élet ábrázolása látható; a Kásánból származó Aga Riza 1600 körül kifinomult leányalakok ábrázolásában tűnt ki. Ugyancsak Nagy Abbász udvarában alkotott Szádik bég miniatúrafestő és Riza Abbászi, aki a sah lakosztályait figuratív ábrákkal díszítette.
III. Abbász (1731–1736) idejében az uralkodó holland festőket hívott meg az udvarába, így az ábrázolásokon európai jellegű viseletek is megjelentek, ahogy később a festményeken az európai térábrázolás is.
Nagy Abbász sah a kézműves termékek exportjára is törekedett, nem kis mértékben azért, hogy ezzel saját nagyságát megmutassa a világ számára. Jól ismerte az európai államok fejlődését, és azokkal lépést is akart tartani. Manufaktúrákat hozott létre, pártolta a művészi kivitelű szőnyeg-, brokát-, damasztszövést, amelyek mintáit nem ritkán híres udvari festők terveztek.
Az iszfaháni manufaktúrák szőnyegei keresettek voltak az európai uralkodóházaknál is. Egy örmény kereskedők által értékesített szőnyeg eljutott Lengyelországba is, amely annyira megtetszett az uralkodónak, hogy arany- és ezüstmintázatba szőtt lengyel címerrel ellátott selyemszőnyegeket rendelt. Ezeket sokáig lengyel terméknek tekintették, valójában iszfaháni mestermunkák. Gyakoriak voltak az emberalakos ábrázolások is, amelyek előszeretettel mintázták meg Lailát és Madzsúnt, az arab költészet boldogtalan szerelmespárját.
A selyemszövés központja Kásán és Jazd volt. Hatalmas, mintegy 120 négyzetméteres szőnyeget szőttek az ardebili mecset részére, amely 20 színben 1,2 millió csomót tartalmazott négyzetméterenként. A szőnyegek mintázata tartományokként eltért, és jellemző volt a helyi hagyományokra.
A hatalmas kézműipar egyedül Iszfahánban mintegy 25 000 embernek adott megélhetési lehetőséget. Az ágazat megsegítésére még kínai fazekasokat is hívott az országba, ám az épületek díszítésére szolgáló égetett csempék technológiáját, az agyagművességet önállóan fejlesztették tovább. Híresek a szafavida időszakban készült monokróm üvegek és a kovácsoltvas termékek, amelyek közül kiemelkednek a görbe szabják remekmívű díszítésekkel ellátott markolatai, és a vasmetszési technikák. Nagy Abbásztól nem volt idegen a gazdaság erőszakos befolyásolása sem. A manufaktúrákat állami monopóliumokként kezelte, gátolta a magánbefektetéseket, a független kézműipari egyesüléseket üldözte.
A Szafavidák korának építészete a legmarkánsabban Iszfahánban figyelhető meg. Nagy Abbász sah az 1500-as évek végén az iráni fennsíkon, 1500 méter magasságban világvárost tervezett. A több mint 160 mecsettel, 40 medreszével, 1800 karavánszerájjal, 270 közfürdővel büszkélkedő, kertekkel, parkokkal ellátott várost mintegy egymillió ember lakta. Központi tengelye a Csehár Bág, a négy kilométer hosszú sugárút. Az iszlám világban is egyedülálló a Nagy Bazár, amely megközelítőleg harminc négyzetkilométeren terült el, és építészetileg a központi nagy tér, az 507 m hosszú és 158 m széles Majdán Sáh (főtér) bevezetőjéül szolgált. A tér egyik oldalához csatlakozik a Lutf Alláh mecset. A másik oldalához (a kibla tájolása miatt) aszimmetrikusan, egyik sarkával érintkező Maszdzsid Sáh mecset. A téren lovaspólójátékokat rendeztek. A királyi palota kertjében fényűző pavilonokat épített. A legismertebb a Csehel Szotún (Negyven oszlopos palota), amely belső díszítésein Nagy Abbász dicsőségét hirdeti. Az oszlopok kialakítása óperzsa elemeket idéz, talapzatuk egymásra támaszkodó oroszlánokat mintáz. A figurális ornamentika nem volt idegen a szafavida művészek ábrázolásmódjától. Szaid sah sírját síita imámok passiója díszíti, ez a szunniták felfogása szerint elképzelhetetlen szentségtörés. A Csehel Szotúnzól, egy három kilométernyi platánsor vezet az Allahverdi hídhoz. A város főépítésze a művészetekben járatos mérnök polihisztor, Bahrá ad-Dín Muhammad Ámilí sejk volt.
Nagy Abbász korában, a költészet terén, Háfiz és Dzsámí letisztult képi világát dagályos, mesterkélt, túlontúl cizellált költői művek váltották fel. A prózában néhány szerelmespár történetének ismételt feldolgozásai domináltak, többnyire Nizámi költészetének utánzásaként. A későbbi időszakokban az állam hanyatlását a kulturális mélypont híven tükrözte.

## Szafavida uralkodók
| Uralkodó                   | Születési idő      | Halálozási idő     | Élethossz | Uralkodási idő | Uralkodási évek | Megjegyzés         |
| -------------------------- | ------------------ | ------------------ | --------- | -------------- | --------------- | ------------------ |
| I. Iszmáíl                 | 1487. július 14.   | 1524. május 23.    | 36 év     | 1501 – 1524    | 23 év           |                    |
| I. Tahmászp                | 1514. február 22.  | 1576. május 25.    | 62 év     | 1524 – 1576    | 52 év           |                    |
| II. Iszmáíl                | 1537. május 31.    | 1577. november 24. | 40 év     | 1577 – 1578    | 1 év            |                    |
| Szultán Muhammad Hudábanda | 1531/1532          | 1595/1596          | 63–65 év  | 1578 – 1587    | 9 év            |                    |
| I. Abbász                  | 1571. január 27.   | 1629. január 21.   | 57 év     | 1587 – 1629    | 42 év           |                    |
| I. Szafi                   | 1611               | 1642. május 12.    | 31 év     | 1629 – 1642    | 13 év           |                    |
| II. Abbász                 | 1632. december 31. | 1666. október 26.  | 33 év     | 1642 – 1666    | 24 év           |                    |
| I. Szulajmán               | 1647               | 1694. július 29.   | 47 év     | 1666 – 1694    | 28 év           |                    |
| Szultán Huszajn            | 1668 októbere      | 1726 novembere     | 58 év     | 1694 – 1722    | 28 év           |                    |
| II. Tahmászp               | 1704?              | 1740 februárja     | 36 év     | 1722 – 1732    | 10 év           |                    |
| III. Abbász                | 1732 januárja      | 1740 februárja     | 8 év      | 1732 – 1736    | 4 év            |                    |
| II. Szulajmán              | 1714 júniusa       | 1763 májusa        | 48 év     | 1749 – 1750    | 1 év            | Névleges uralkodó. |
| III. Iszmáíl               | 1733               | 1773               | 40 év     | 1750 – 1773    | 23 év           | Névleges uralkodó. |